# 塔姆沙尼鄉 (普拉霍瓦縣)
44°56′N 26°18′E / 44.933°N 26.300°E
塔姆沙尼鄉（羅馬尼亞語：Comuna Tomșani, Prahova），是羅馬尼亞的鄉份，位於該國中南部，由普拉霍瓦縣負責管轄，面積45平方公里，海拔高度110米，2007年人口4,635，人口密度每平方公里104人。